# Facteurs de contingence
Les facteurs de contingence sont des caractéristiques évolutives et qui influencent les décisions, les actions et le management des entreprises.
En théorie des organisations, le facteur de contingence est un concept qui a été développé par Burns et Stalker , qui ont montré que plus l'environnement est stable, plus les entreprises ont tendance à évoluer avec une structure formalisée, et inversement. 
L'analyse était basée sur l'étude du lien entre degrés de stabilité de l'environnement et structure.
Les théories de la contingence considèrent que la structure d'une organisation dépend à la fois de ses caractéristiques propres et de l'environnement dans lequel elle agit.
D'après Mintzberg, les facteurs de contingence qui ont une influence sur les caractéristiques d'une organisation sont :
1. l'âge de l'organisation : plus elle est âgée, plus le comportement est formalisé
2. la taille de l'organisation: plus elle est grande, plus la structure est élaborée
3. le système technique (plus ou moins sophistiqué, automatisé)
4. l'environnement (dynamique, complexité,...)
5. les relations de pouvoir (centralisé/décentralisé)

D'autres facteurs peuvent être pris en compte pour caractériser une organisation telle que la nature même de l'activité, le positionnement de l'entreprise sur son secteur d'activité, sa forme juridique.